# Eunice Carter
Pour les articles homonymes, voir Carter.
 (août 2023).
Eunice Roberta Hunton Carter (née le 16 juillet 1899 à Atlanta et morte 25 janvier 1970 à New York) est une avocate américaine.
Elle est l'une des premières femmes avocates afro-américaines de New York et l'une des premières procureures afro-américaines aux États-Unis. Elle est active au Congrès panafricain et dans les comités des Nations unies pour faire avancer le statut de la femme dans le monde.
Elle mène une enquête importante sur le racket de la prostitution, établissant le dossier et la stratégie qui permettront au procureur du district de New York, Thomas Dewey, d'inculper avec succès le mafieux Charles « Lucky » Luciano.